# Ida Rauh
Ida Rauh (Nueva York, 7 de marzo de 1877 - 28 de febrero de 1970) fue una sufragista, actriz, escultora y poeta estadounidense que ayudó a fundar Provincetown Players en 1915. Los integrantes, incluidos Susan Glaspell, George Cram Cook, John Reed, Hutchins Hapgood, Eugene O'Neill y otros, se reunieron por primera vez en una sala propiedad de Mary Heaton Vorse en Provincetown, Massachusetts. Más tarde, el grupo se mudó a un teatro en MacDougal Street en Greenwich Village. Rauh dirigió la primera producción de la obra de teatro en un acto de O'Neill Where the Cross Is Made para la inauguración del Provincetown Playhouse permanente en la calle Macdougal en noviembre de 1918 y en Greenwich Village se hizo conocida por su actuación de una gran intensidad emocional. 

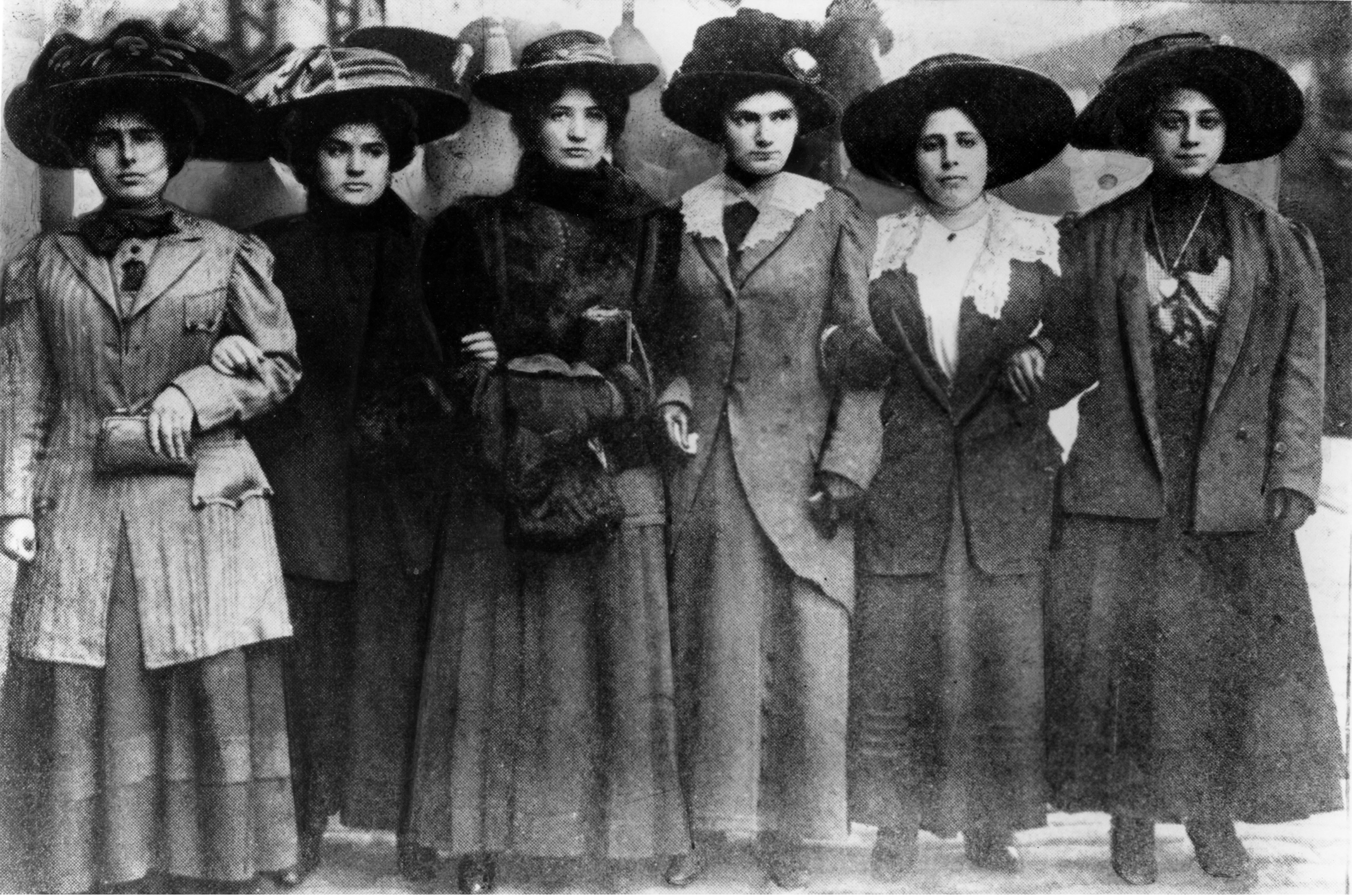
Seis mujeres, incluidas Mary Dreier, Ida Rauh, Helen Marot, Rena Borky, Yetta Raff y Mary Effers, unen sus brazos en su marcha hacia el ayuntamiento el 3 de diciembre de 1909, durante la huelga de las camiseras de Nueva York, para exigir el fin de los abusos policiales.

## Trayectoria
Rauh se graduó en la facultad de derecho de la Universidad de Nueva York en 1902, pero nunca ejerció la abogacía. Se involucró con la Women's Trade Union League, incluidos los esfuerzos para ayudar en la huelga de las camiseras de Nueva York de 1909. Poco después, viajó a Inglaterra para unirse a otras mujeres en la lucha por el sufragio femenino. Al regresar a Nueva York, ayudó a Mabel Dodge a organizar su salón y participó activamente en el grupo feminista Heterodoxy, formado en 1912.
Tras su matrimonio con el escritor y editor Max Eastman en Nueva York en 1911, Rauh quiso mantener su apellido de soltera. En algunos lugares, como la ciudad natal de Eastman, Elmira, fue considerado escandaloso, el "primer paso en una pendiente resbaladiza que conduce a esposas irresponsables de moral relajada, divorcio fácil y amor libre". Eastman, que editó las revistas de izquierda The Masses y The Liberator con la ayuda de su hermana mayor Crystal en la segunda década del siglo XX introdujo a Rauh al socialismo.
Durante sus años en Greenwich Village, Rauh apoyó varias causas feministas, entre ellas las campañas de Margaret Sanger. Arrestada en 1916 por distribuir información sobre el control de la natalidad, Rauh fue acusada de obscenidad.
Rauh dejó el teatro en 1920 para dedicarse a la escultura y a la pintura.  Entre sus obras se encuentra un busto del escritor D. H. Lawrence, quien fue uno de sus amigos. Un libro de sus poemas, And This Little Life, fue publicado en 1959. Sus artículos recopilados, incluidos poemas, guiones de televisión, obras de teatro, correspondencia y otros materiales, se encuentran en el American Heritage Center de la Universidad de Wyoming en Laramie.
Su matrimonio con Eastman terminó en divorcio en 1922, aunque se habían separado mucho antes. En 1922, Rauh se había mudado a Santa Fe, Nuevo México, con su hijo Dan y vivía con el pintor Andrew Dasburg y su hijo, Alfred. Se trasladaron después a Woodstock, Nueva York . Rauh murió unos meses después de la muerte de su hijo.

## Obras
- And Our Little Life. New York: Bookman Associates. 1959.
- Papers, 1905–1960.